# Cascata (malabarismo)

Na notação siteswap, cada lançamento em cascata é registrado usando o número de bolas. Assim, uma cascata de três bolas é "3".

No Malabarismo de arremesso, uma cascata é o padrão de malabarismo mais simples alcançável com um número ímpar de adereços. O padrão de malabarismo mais simples é a cascata de três bolas, Esse é, geralmente, o primeiro padrão que a maioria dos malabaristas aprende. No entanto, embora o padrão shower exija mais velocidade e precisão, "algumas pessoas acham que o movimento é natural para elas" e pode ser o padrão mais fácil de ser aprendido. "Bolas ou outros adereços seguem um padrão horizontal em forma de oito (ou figura de ampulheta) acima das mãos." Na notação siteswap, cada lançamento em cascata é anotado usando o número de bolas; assim, uma cascata de três bolas é "3".

Cascata com 5 bolas

Na cascata, um objeto é sempre lançado de uma posição próxima à linha média do corpo em um arco que passa por baixo do arremesso anterior e em direção ao outro lado do corpo, onde é pego e transportado novamente em direção à linha média do corpo para o próximo arremesso. Como resultado, as bolas percorrem o caminho em forma de oito, que é característico da cascata.
Enquanto em uma cascata os objetos são pegos do lado de fora do padrão (na extrema esquerda e direita) e lançados mais perto do meio do padrão, fazendo com que cada bola passe por baixo da bola lançada anteriormente, em uma cascata reversa os objetos são pegos perto do meio do padrão e lançada de fora, fazendo com que cada bola passe por cima da bola lançada anteriormente. Assim, da perspectiva do malabarista, a mão esquerda se move no sentido horário e a direita no sentido anti-horário.

Cascata reversa com 3 bolas.

## Cascata reversa
A cascata reversa é um padrão de malabarismo no qual os adereços seguem o mesmo caminho da cascata, mas com o sentido indo para trás, daí o 'reverso'. Lança-se cada bola com "uma concha para fora em vez de uma para dentro" e lança "toda a bola por cima da bola que chega e não por baixo dela".
O padrão é executado com um número ímpar de adereços. Como na cascata, os adereços são lançados de mãos alternadas e cada adereço é pego na mão oposta de onde foi lançado. A principal diferença entre uma cascata regular e a cascata reversa (do ponto de vista de um malabarista) é que cada objeto é jogado por cima e não por baixo dos outros, ou seja, por fora, e não por dentro.
A cascata reversa é geralmente considerada mais difícil de executar do que a cascata regular, com uma classificação de dificuldade de 4 em vez de 2 em 10.  A cascata reversa é "talvez a mais simples" de "vários padrões possíveis que podem ser manipulados com os braços cruzados".